# Aleksander Dominik Lubomirski
Aleksander Dominik Lubomirski, noble polonais, membre de la famille Lubomirski, 6e ordynat d'Ostroh

## Biographie
Aleksander Dominik Lubomirski est le fils de Józef Karol Lubomirski et de Teofila Ludwika Zasławska (en)

## Sources
- (en) Cet article est partiellement ou en totalité issu de l’article de Wikipédia en anglais intitulé « Aleksander Dominik Lubomirski » (voir la liste des auteurs).

- (pl) Cet article est partiellement ou en totalité issu de l’article de Wikipédia en polonais intitulé « Aleksander Dominik Lubomirski » (voir la liste des auteurs).